# تاریک‌ترین ذهن‌ها (فیلم)
تاریک‌ترین ذهن‌ها (انگلیسی: The Darkest Minds) فیلمی در ژانر علمی و تخیلی و ابرقهرمانی پادآرمانی به کارگردانی جنیفر یو نلسون است که از سوی فاکس قرن بیستم در ۳ اوت ۲۰۱۸ منتشر شد. از بازیگران آن می‌توان به آماندلا استنبرگ، مندی مور و گوئندولین کریستی اشاره کرد.

## بازیگران
- آماندلا استنبرگ
- پاتریک گیبسون
- مندی مور
- گوئندولین کریستی
- گلدن بروکس
- والاس لانگهام
- هریس دیکینسون